# Bull Canyon Provincial Park
Der Bull Canyon Provincial Park ist ein nur 343 Hektar (ha) großer Provincial Park im Zentrum der kanadischen Provinz British Columbia. Der Park liegt am Highway 20, etwa 120 Kilometer westlich von Williams Lake und gehört zum Cariboo Regional District. Die nächstgelegene Ansiedlung ist 7 Kilometer in östlicher Richtung Alexis Creek mit etwa 70 Anwohnern.

## Anlage
Der Park liegt auf dem Chilcotin Plateau. Er wird nach Süden und Westen durch den Chilcotin River begrenzt und der größte Teil des Parks liegt nördlich des Highway 20.
Bei dem Park handelt es sich um ein Schutzgebiet der IUCN-Kategorie III (Naturdenkmal).

## Geschichte
Der Park wurde am 7. April 1993 eingerichtet. Im Laufe der Zeit wurden die Parkgrenzen neu festgelegt. Mit den neuen Parkgrenzen wurde der Park von 369 ha auf seine aktuelle Fläche von 343 ha. Bevor der Park eingerichtet wurde, war hier ab 1955 bereits ein anderes Schutzgebiet. Das Gelände wurde jedoch zeitweise auch vom Canadian Forest Service für ein Lager zur Waldbrandbekämpfung genutzt.
Wie bei fast allen Provinzparks in British Columbia gilt jedoch auch für diesen, dass er – lange bevor die Gegend von Einwanderern besiedelt oder Teil eines Parks wurde – Jagd- und Fischereigebiet verschiedener Stämme der First Nations, hier der Tsilhqot'in, war. Von ihnen finden sich auch noch sogenannte „Pit Houses“, eine Art Grubenhaus, im Park.

## Flora und Fauna
Das Ökosystem von British Columbia wird mit dem Biogeoclimatic Ecological Classification (BEC) Zoning System in verschiedene biogeoklimatischen Zonen eingeteilt. Diese biogeoklimatischen Zonen zeichnen sich durch ein grundsätzlich identisches oder sehr ähnliches Klima sowie gleiche oder sehr ähnliche biologische und geologische Voraussetzungen aus. Daraus resultiert in den jeweiligen Zonen dann auch ein sehr ähnlicher Bestand an Pflanzen und Tieren. Innerhalb des Ökosystems von British Columbia wird das Parkgebiet zum Teil der Dry Cool Subzone (IDFdk4) und zum Teil der Very Dry Mild Subzone (IDFxm) der Interior Douglas-Fir Zone zugeordnet.

## Aktivitäten
Der Park verfügt über einen Campingplatz mit 20, nicht reservierbaren, Stellplätzen für Zelte und Wohnmobile. Weiterhin verfügt er über einfache Sanitäranlagen sowie einen Picknickbereich.